# (3500) Kobayashi
(3500) Kobayashi – planetoida z pasa głównego asteroid okrążająca Słońce w ciągu 3,35 lat w średniej odległości 2,24 j.a. Została odkryta 18 września 1919 roku przez Karla Reinmutha. Nazwa planetoidy została nadana na cześć Takao Kobayashiego – japońskiego astronoma, odkrywcy ponad 2400 asteroid.